# Katherine Grainger
Katherine Jane Grainger, DBE (Glasgow, 12 de novembro de 1975) é uma remadora britânica, campeã olímpica.

## Carreira
Grainger disputou os Jogos Olímpicos de 2000, 2004, 2008, 2012 e 2016. Conquistou a medalha de ouro no skiff duplo em Londres 2012, ao lado de Anna Watkins, além das medalhas de prata nas demais edições, competindo no skiff quádruplo (Sydney 2000 e Pequim 2008), dois sem (Atenas 2004) e skiff duplo (Rio 2016).